# Myrmecodia gracilispina
Myrmecodia gracilispina är en måreväxtart som beskrevs av Anthony Julian Huxley och Jebb. Myrmecodia gracilispina ingår i släktet Myrmecodia och familjen måreväxter. Inga underarter finns listade i Catalogue of Life.